# 954
954 (CMLIV) je bilo navadno leto, ki se je po julijanskem koledarju začelo na nedeljo.

## Dogodki
- 1. januar

## Rojstva
- Alfege, canterburyjski nadškof († 1012)

## Smrti
- 10. september - Ludvik IV. Francoski, imenovan Prekomorski (* 920/921)